# Lusitano

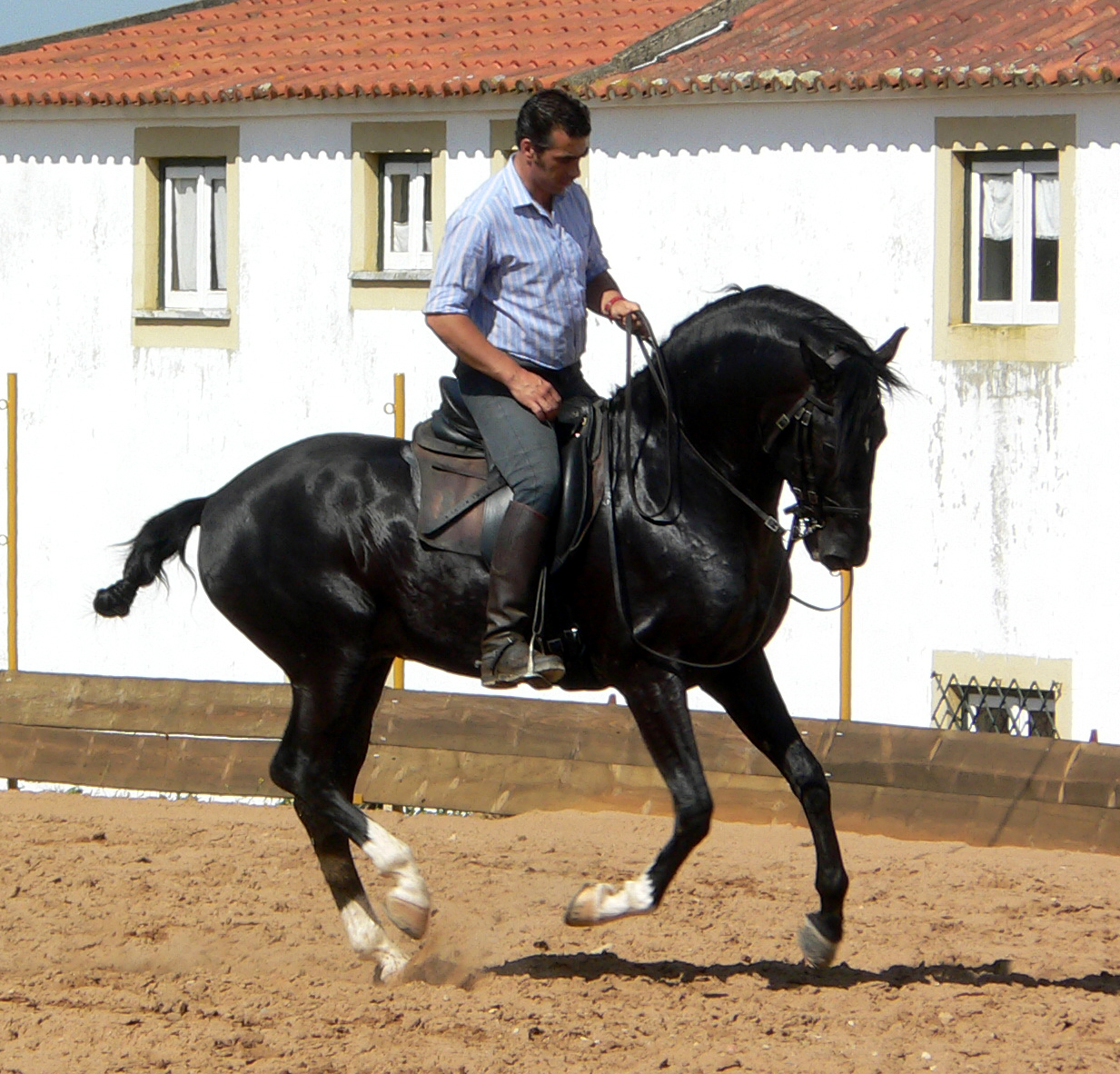
Een lusitano-hengst onder het zadel

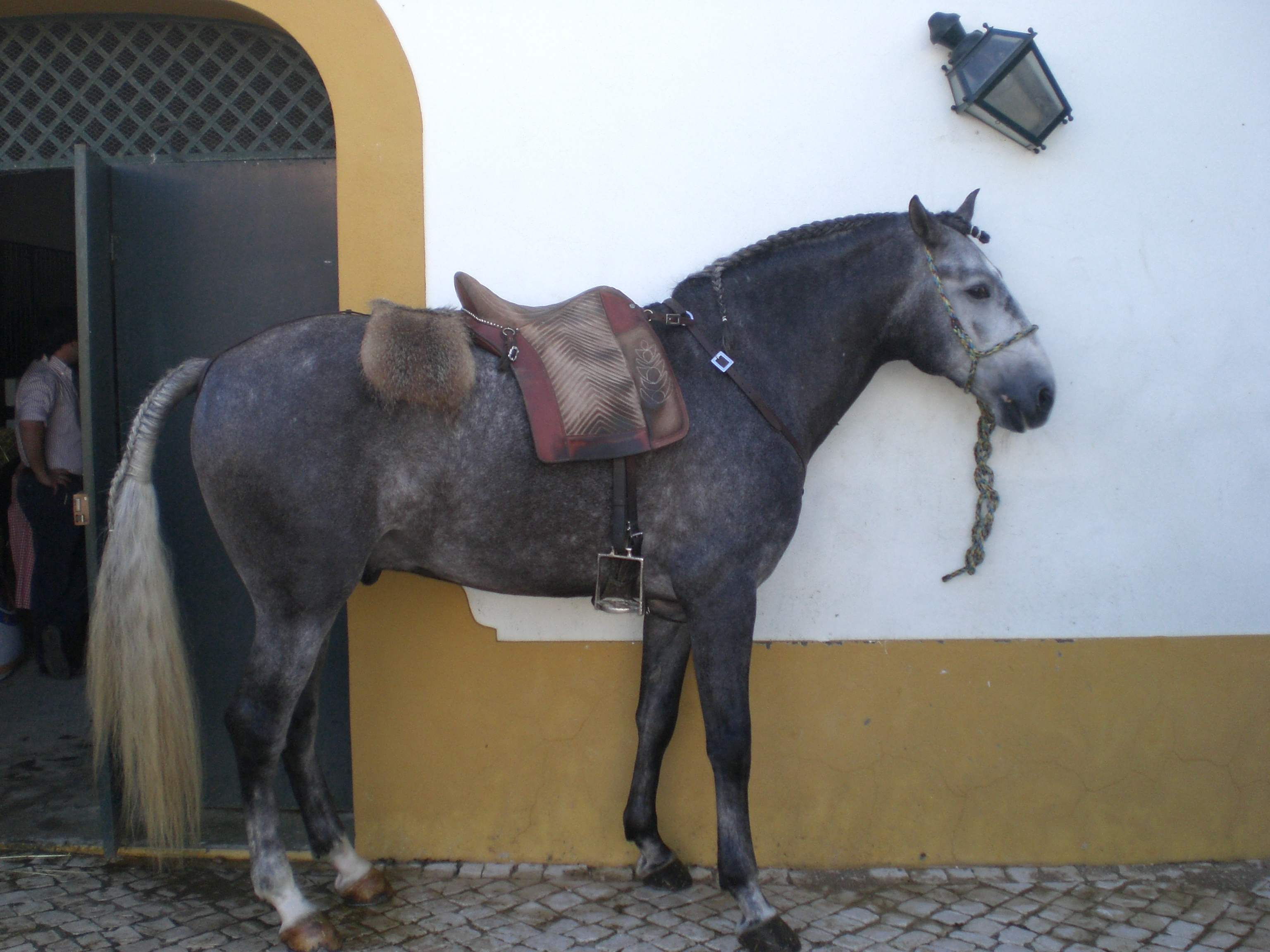
Een lusitano-hengst met traditioneel tuig

De lusitano is een Iberisch paard, een van de drie paardenrassen van Portugal. Het ras is sterk verwant aan de andalusiër. De naam is afgeleid van Lusitania, hetgeen een Romeinse provincie was, gelegen in het Iberisch Schiereiland.

## Eigenschappen
Het lichaam van het paard is compact vierkant. Het hoofd heeft een rechte of iets bolle profiellijn (lichte ramsneus). Het paard heeft een imposante gebogen hals en de manen en staart zijn vaak lang en golvend. Dit paard wordt vanwege zijn uiterlijk een barokpaard genoemd. De lusitano kan elke effen kleur hebben, maar schimmel komt het meest voor. De lusitano is zeer wendbaar en heeft geen overdreven knieactie. Het paard is geschikt voor veedrijvers en westernrijden omdat het goede cowsense heeft. Het wordt gebruikt tijdens de Portugese variant van het stierenvechten, waarin de bereden torero een grote rol speelt.

## Het ras
De lusitano wordt al enkele eeuwen gefokt in het zuiden van Portugal en het is wel zeker dat de ontstaansgeschiedenis van het ras overeenkomt met dat van het naburige paardenras, de andalusiër. Vanaf 1912 tot 1967 vormden zij een gemeenschappelijk stamboek, dat daarna werd opgesplitst in een stamboek voor het Puro Sangue Lusitano en een ander voor het Pura Raza Española (PRE).
De lusitano lijkt genetisch zeer veel op de andalusiër maar ook op het paardenras Alter Real, dat vanaf 1747 gefokt werd speciaal voor het Portugese hof. Toch worden deze verschillende rassen onderscheiden, omdat de bloedlijnen zich gedurende langere tijd afzonderlijk hebben ontwikkeld.
De lusitano wordt gebruikt als tuigpaard en als rijpaard. Vooral in de klassieke dressuur doen deze paarden het goed. Vroeger werden ze gebruikt voor de cavalerie. Ze werden ook bekend door hun inzet tijdens het stierenvechten, dat in Portugal nog vanaf het paard gebeurde, terwijl vanaf een zeker moment in Spanje nog uitsluitend stierengevechten op de grond waren toegestaan. Het ras werd daarvoor speciaal gefokt op moed en wendbaarheid. Het ras is daarnaast bekend uit paardenshows met elementen van hogeschooldressuur. Iberische paarden genoten door de eeuwen heen een grote faam en droegen bij aan de opbouw van verschillende rassen in Europa. Ze genieten tegenwoordig nog steeds bijzondere populariteit in Engeland, de VS en Australië. Ook in Nederland is een vereniging van vrienden van dit ras actief sinds 1997. Het officiële stamboek heet Associação Portuguesa de Criadores do Cavalo Puro Sangue Lusitano.

## Afbeeldingen

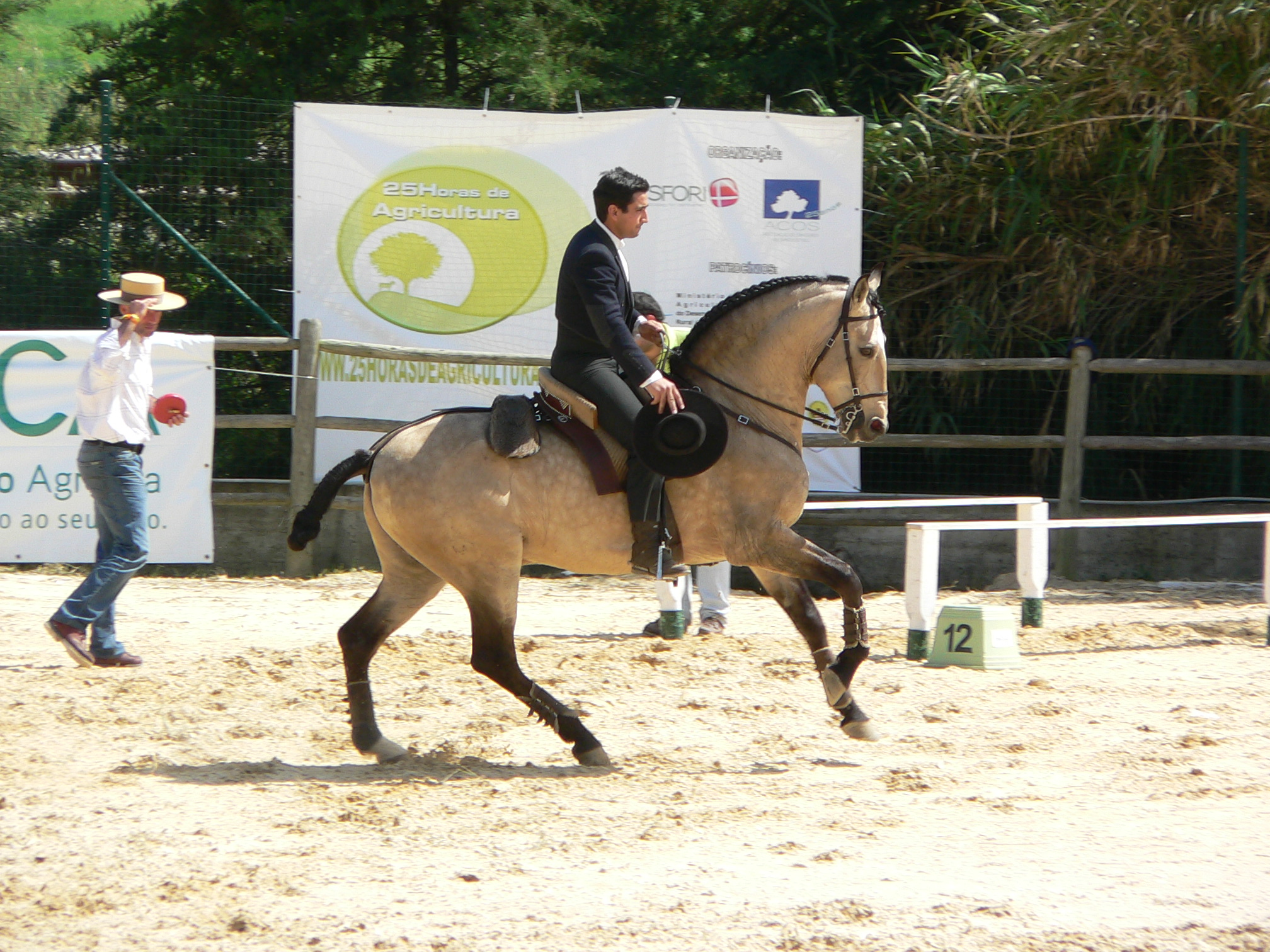
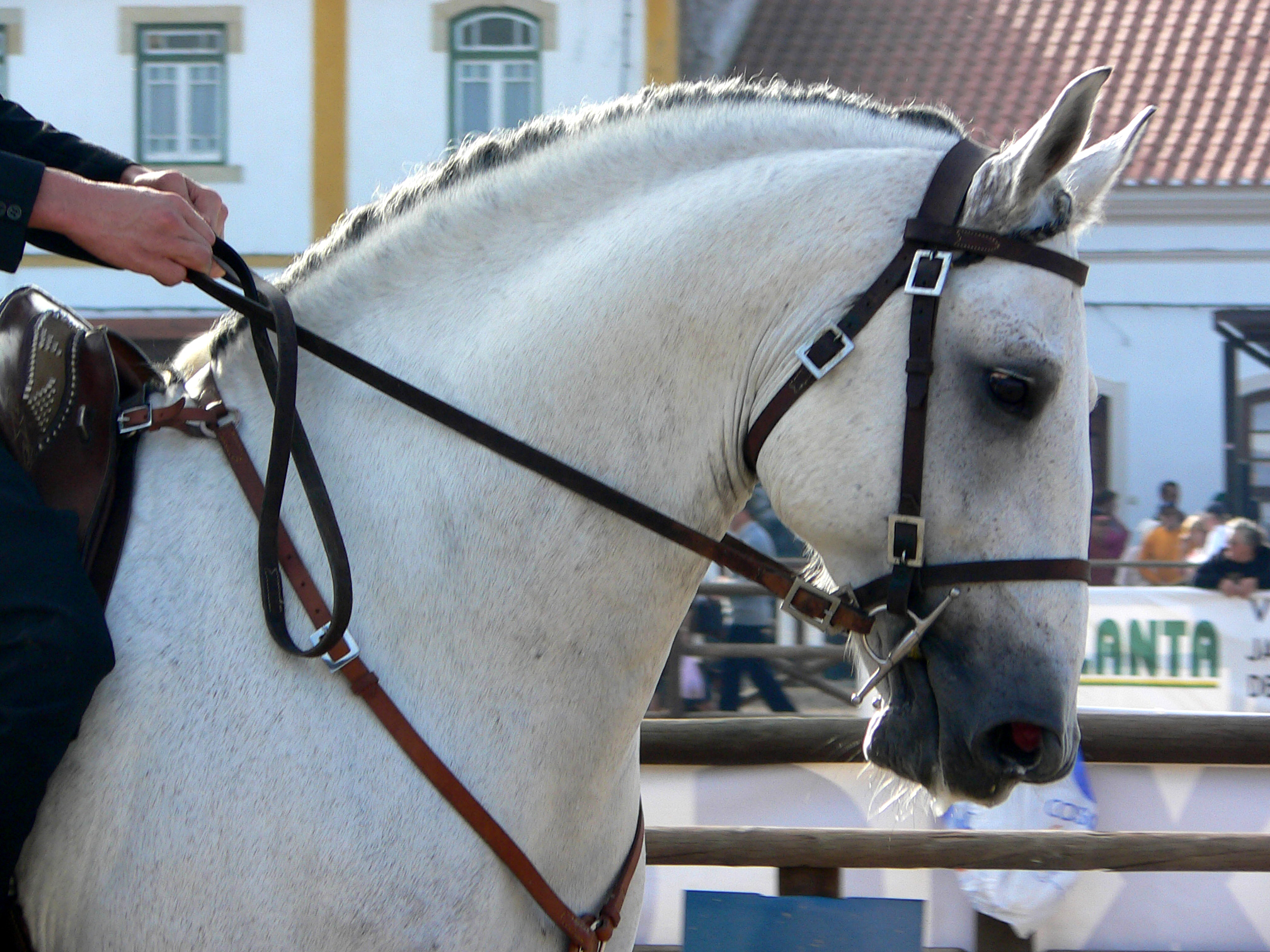
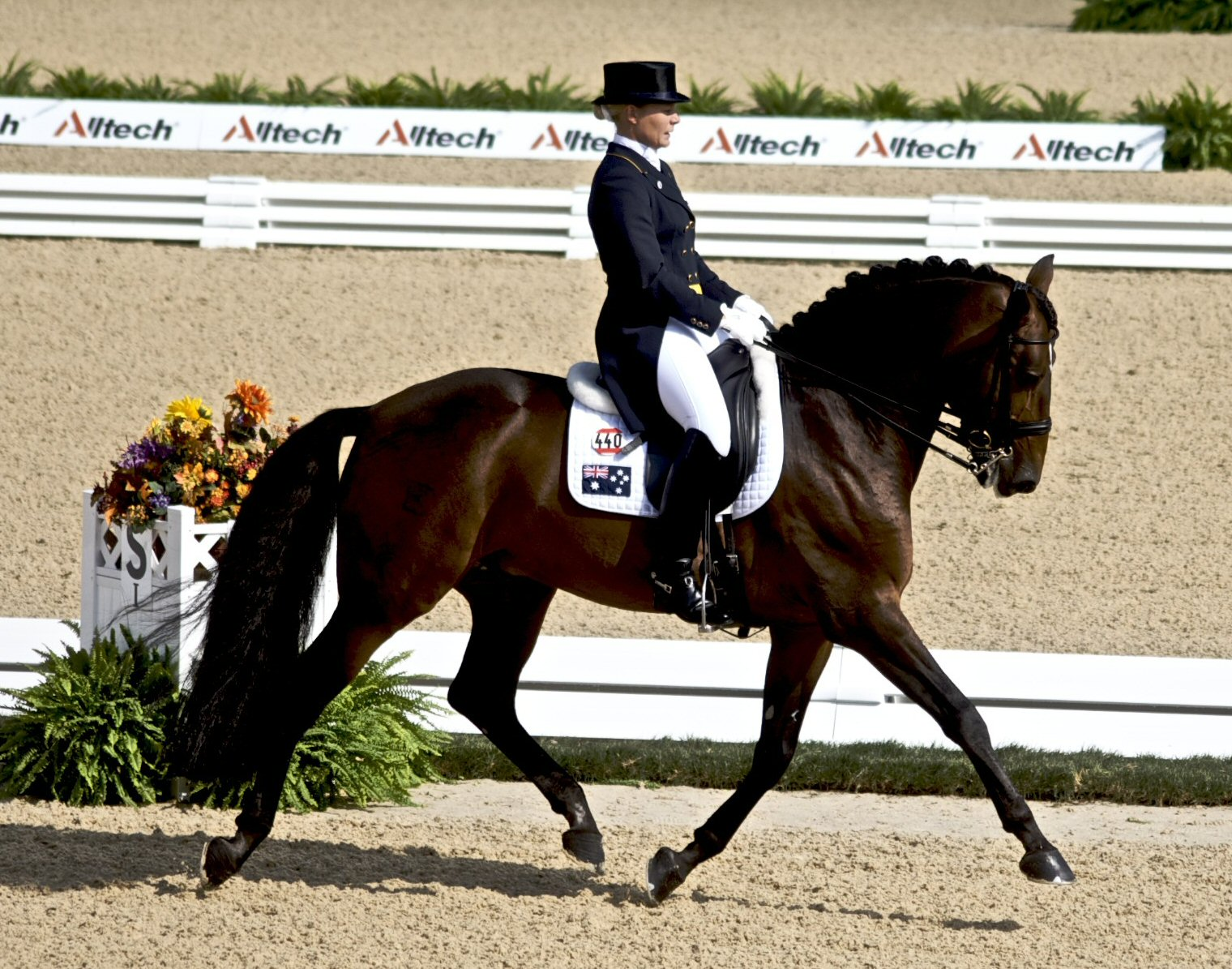